# Cabreúva

Cabreúva este un oraș în São Paulo (SP), Brazilia.